# Somba Debata Purba
Somba Debata Purba is een bestuurslaag in het regentschap Tapanuli Selatan van de provincie Noord-Sumatra, Indonesië. Somba Debata Purba telt 585 inwoners (volkstelling 2010).